# 48575 Hawaii
48575 Hawaii este un asteroid din centura principală de asteroizi.

## Descriere
48575 Hawaii este un asteroid din centura principală de asteroizi. A fost descoperit pe 4 iulie 1994 la Kuma Kogen de Akimasa Nakamura. Asteroidul prezintă o orbită caracterizată de o semiaxă mare de 3,06 ua, o excentricitate de 0,11 și o înclinație de 10,4° în raport cu ecliptica.